# Meeting d'Eberstadt
Le Meeting d'Eberstadt (en allemand : Internationales Hochsprung-Meeting Eberstadt) est une compétition d'athlétisme exclusivement dédiée à la discipline du saut en hauteur. Créé en 1979, le meeting se déroule tous les ans à Eberstadt, en Allemagne. Le concours du saut en hauteur féminin a été ajouté au programme en 2002.
La dernière édition se tient le 26 août 2018, et voit la première victoire Australienne de l'histoire avec Brandon Starc chez les hommes, et la seconde victoire après 2014 pour la Lituanienne Airinė Palšytė (1,94 m).

## Historique
Deux athlètes ont amélioré le record du monde du saut en hauteur lors de ce meeting : le Polonais Jacek Wszoła en 1980 avec 2,35 m et le Chinois Zhu Jianhua en 1984 avec 2,39 m. Le Cubain Javier Sotomayor est le sauteur en hauteur le plus titré avec cinq victoires. Quatre records d'Europe, un record d'Asie et dix-sept records nationaux ont également été battus lors du meeting d'Eberstadt.
En 2010, l'épreuve est remportée par les Allemands Raúl Spank et Ariane Friedrich. En 2014, le Qatari Mutaz Essa Barshim franchit 2,41 m et efface le record du meeting de Javier Sotomayor établit en 1994 avec 2,40 m. Côté femmes, la Lituanienne Airinė Palšytė égale son record national d'1,98 m avant d'échouer de peu à 2,00 m.

## Palmarès
| Année | Hommes                                 | Marque        | Femmes                           | Marque       |
| ----- | -------------------------------------- | ------------- | -------------------------------- | ------------ |
| 1979  | Dietmar Mögenburg (FRG)                | 2,30 m MR     | —                                | —            |
| 1980  | Jacek Wszoła (POL)                     | 2,35 m MR     | —                                | —            |
| 1981  | Roland Dalhäuser (SUI)                 | 2,31 m        | —                                | —            |
| 1982  | Roland Dalhäuser (SUI)                 | 2,30 m        | —                                | —            |
| 1983  | Gerd Nagel (FRG)                       | 2,27 m        | —                                | —            |
| 1984  | Zhu Jianhua (CHN)                      | 2,39 m WR     | —                                | —            |
| 1985  | Patrick Sjöberg (SWE)                  | 2,38 m        | —                                | —            |
| 1986  | Milton Ottey (CAN)                     | 2,30 m        | —                                | —            |
| 1987  | Patrick Sjöberg (SWE)                  | 2,36 m        | —                                | —            |
| 1988  | Carlo Thränhardt (FRG)                 | 2,34 m        | —                                | —            |
| 1989  | Carlo Thränhardt (FRG)                 | 2,34 m        | —                                | —            |
| 1990  | Sorin Matei (ROU)                      | 2,36 m        | —                                | —            |
| 1991  | Javier Sotomayor (CUB)                 | 2,36 m        | —                                | —            |
| 1992  | Javier Sotomayor (CUB)                 | 2,36 m        | —                                | —            |
| 1993  | Hollis Conway (USA)                    | 2,38 m        | —                                | —            |
| 1994  | Javier Sotomayor (CUB)                 | 2,40 m MR     | —                                | —            |
| 1995  | Javier Sotomayor (CUB)                 | 2,37 m        | —                                | —            |
| 1996  | Artur Partyka (POL)                    | 2,38 m        | —                                | —            |
| 1997  | Javier Sotomayor (CUB)                 | 2,35 m        | —                                | —            |
| 1998  | Artur Partyka (POL)                    | 2,33 m        | —                                | —            |
| 1999  | Mark Boswell (CAN)                     | 2,33 m        | —                                | —            |
| 2000  | Vyacheslav Voronin (RUS)               | 2,36 m        | —                                | —            |
| 2001  | Vyacheslav Voronin (RUS)               | 2,37 m        | —                                | —            |
| 2002  | Mark Boswell (CAN)                     | 2,33 m        | Iryna Mykhalchenko (UKR)         | 2,00 m MR    |
| 2003  | Jacques Freitag (RSA)                  | 2,30 m        | Kajsa Bergqvist (SWE)            | 2,06 m MR,NR |
| 2004  | Stefan Holm (SWE)                      | 2,36 m        | Iryna Mykhalchenko (UKR)         | 2,01 m       |
| 2005  | Vyacheslav Voronin (RUS)               | 2,33 m        | Iryna Mykhalchenko (UKR)         | 1,91 m       |
| 2006  | Tomáš Janků (CZE)                      | 2,30 m        | Kajsa Bergqvist (SWE)            | 1,98 m       |
| 2007  | Andrey Silnov (RUS)                    | 2,30 m        | Yekaterina Savchenko (RUS)       | 1,97 m       |
| 2008  | Victor Moya (CUB) Martyn Bernard (GBR) | 2,30 m        | Yelena Slesarenko (RUS)          | 2,02 m       |
| 2009  | Raúl Spank (GER)                       | 2,33 m        | Irina Gordeyeva (RUS)            | 2,02 m       |
| 2010  | Raúl Spank (GER)                       | 2,30 m        | Ariane Friedrich (GER)           | 2,00 m       |
| 2011  | Ivan Ukhov (RUS)                       | 2,24 m        | Svetlana Shkolina (RUS)          | 1,99 m       |
| 2012  | Mutaz Essa Barshim (QAT)               | 2,35 m        | Irina Gordeeva (RUS)             | 2,04 m PB    |
| 2013  | Bohdan Bondarenko (UKR)                | 2,30 m        | Svetlana Shkolina (RUS)          | 2,00 m       |
| 2014  | Mutaz Essa Barshim (QAT)               | 2,41 m MR     | Airiné Palsyté (LTU)             | 1,98 m =NR   |
| 2015  | Derek Drouin (CAN)                     | 2,37 m SB     | Marie-Laurence Jungfleisch (GER) | 1,96 m       |
| 2016  | Derek Drouin (CAN)                     | 2,38 m SB     | Marie-Laurence Jungfleisch (GER) | 2,00 m PB    |
| 2017  | Mutaz Essa Barshim (QAT)               | 2,40 m =WL    | Marie-Laurence Jungfleisch (GER) | 2,00 m =PB   |
| 2018  | Brandon Starc (AUS)                    | 2,36 m =NR,PB | Airiné Palsyté (LTU)             | 1,94 m       |